# Snarky Puppy

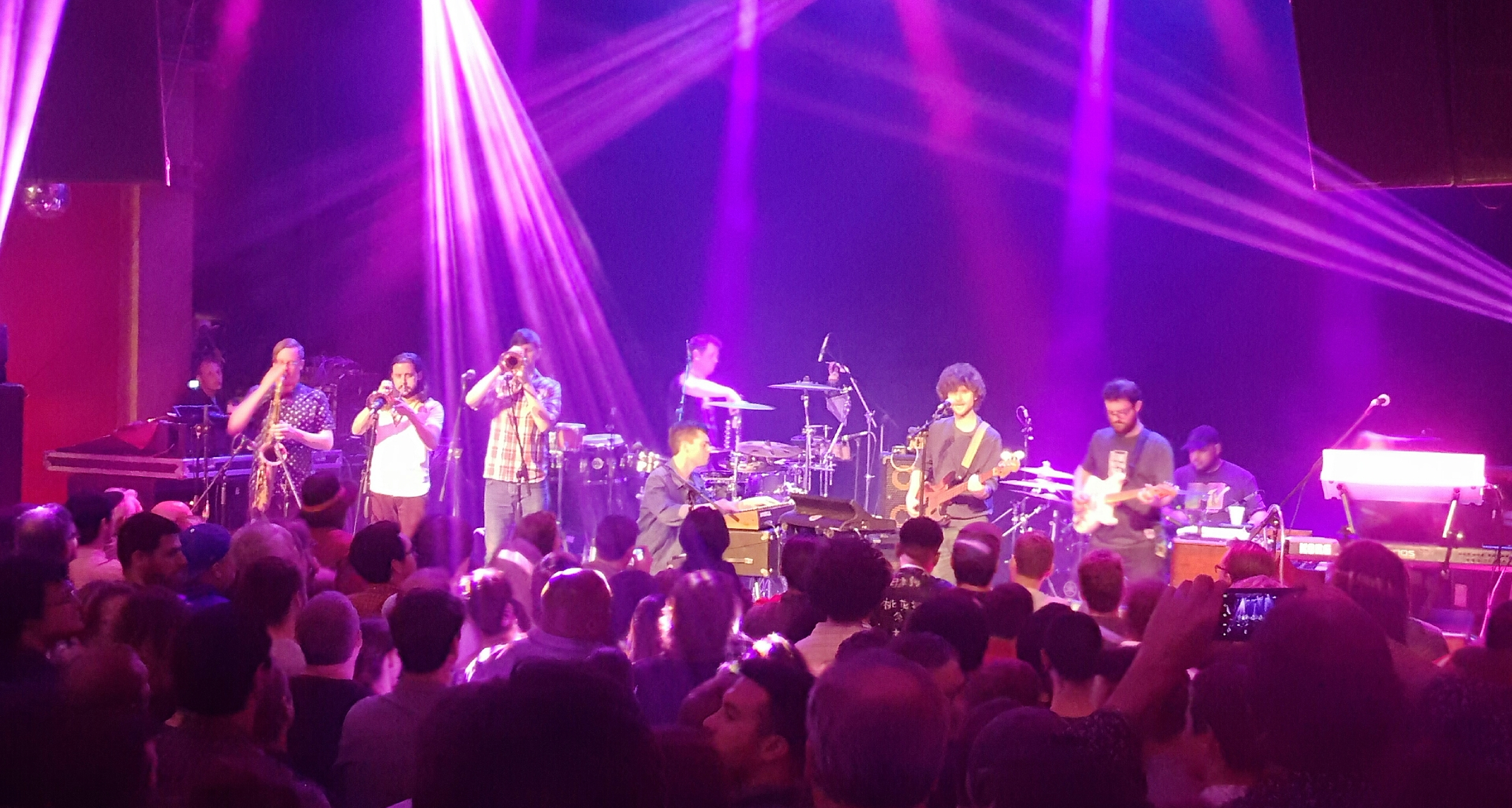
A Snarky Puppy egyik fellépésén 2016-ban

A Snarky Puppy  Grammy-díjas amerikai instrumentális jazz-fusion együttes. Vezetője, Michael League, basszusgitáros, zeneszerző és producer egy személyben. Az együttes Dentonban alakult 2004-ben. Neve magyarul "ingerlékeny kiskutyát" jelent. A tagok jelentős része egykor a University of North Texas hallgatója volt. Az elmúlt években huszonötnél is több muzsikus – köztük szólisták, producerek – állandó körforgása teremtette meg a sokoldalú és mindenre nyitott közös zenélésnek az alapját. A zenészek összességét "The Fam" (kb. "A család") néven emlegetik.

## Története
Az együttes bemutatkozó albuma 2005-ben "Live at Uncommon Ground" címet viselte. 2006-ban következett a "The Only Constant"című második album, amelynek kiadása után az együttes több hangversenykörutat tett. A Snarky Puppy első négy albumát a Sitmom Records adta ki. Az ötödik,  "Tell Your Friends" című album 2010-ben már a Ropeadope Recordsnál jelent meg.
2013, a Snarky Puppy az eddigi legnagyobb projektjét valósította meg, "Family Dinner Volume One" címen. Társultak néhány népszerű énekessel és helyszíni felvételt készítettek  a Jefferson Centerben a virginiai Roanoke-ben. Lalah Hathaway-jel készült "Something" című felvételük  2014-ben "Grammy for Best R&B Performance" díjat nyert.
2017-ben az együttes Budapesten is fellépett, a Müpában.
2019-es kislemezük: Bad Kids At to the Back.

## Az együttes tagjai
- Bernard Wright – billentyűsök
- Robert "Sput" Searight – billentyűsök és dobok
- Shaun Martin – billentyűsök
- Bill Laurance – zongora
- Bobby Sparks – orgona
- Chris Mcqueen – gitár
- Bob Lanzetti – gitár
- Michael League – basszus
- Steve Pruitt – dobok
- Nate Werth – ütősök
- Justin Stanton – trombita és billentyűsök
- Mike Maher – trombita
- Jay Jennings – trombita
- Brian Donohoe – szoprán- és altszaxofon
- Chris Bullock – tenorszaxofon
- Clay Pritchard – tenorszaxofon
- Zach Brock – hegedű

## Díjai, elismerései
- Grammy-díj